# Ramona (California)
Ramona è un census-designated place della contea di San Diego nello stato della California. È sito nella valle di Santa Maria.